# Veronica derwentiana
Veronica derwentiana är en grobladsväxtart. Veronica derwentiana ingår i släktet veronikor, och familjen grobladsväxter.

## Underarter
Arten delas in i följande underarter:
- V. d. anisodonta
- V. d. derwentiana
- V. d. homalodonta
- V. d. maideniana
- V. d. subglauca